# Европска лига у одбојци за мушкарце
Европска лига у одбојци је годишње континентално такмичење, уведено 2004. у мушкој конкуренцији. Ово такмичење је европски еквивалент Светске лиге у одбојци и одржава се у организацији Европске одбојкашке федерације (ЦЕВ). Након дела у којем осам најбољих европских репрезентација играју у две групе по лига систему такмичење се завршава турниром четворице (фајнал-фору) на којем играју по две првопласиране репрезентације из сваке групе. Финални тунир се игра у унапред одређеном граду.

## Биланс медаља
Звездица поред године означава да је те године тим из тог реда био домаћин завршног турнира.
| Ранг | Држава      | Злато           | Сребро                | Бронза          | Укупно медаља |
| ---- | ----------- | --------------- | --------------------- | --------------- | ------------- |
| 1    | Словачка    | 2 (2008, 2011*) | —                     | 1 (2007)        | 3             |
| 2    | Шпанија     | 1 (2007)        | 3 (2009, 2010*, 2011) | 1 (2005)        | 5             |
| 3    | Холандија   | 1 (2006)        | 1 (2008)              | 1 (2004)        | 3             |
| 3    | Португалија | 1 (2010)        | 1 (2007*)             | 1 (2009)        | 3             |
| 5    | Русија      | 1 (2005*)       | 1 (2004)              | —               | 2             |
| 6    | Чешка       | 1 (2004*)       | —                     | —               | 1             |
| 6    | Немачка     | 1 (2009)        | —                     | —               | 1             |
| 8    | Финска      | —               | 1 (2005)              | —               | 1             |
| 8    | Хрватска    | —               | 1 (2006)              | —               | 1             |
| 10   | Турска      | —               | —                     | 2 (2008*, 2010) | 2             |
| 11   | Грчка       | —               | —                     | 1 (2006)        | 1             |
| 11   | Словенија   | —               | —                     | 1 (2011)        | 1             |